# Розынко, Анатолий Францевич
 Анато́лий Фра́нцевич Розы́нко (сентябрь 1890, Блонь, Минская губерния — 1 июля 1937, Москва) — советский военачальник, комбриг (1935). Член ВКП(б) с августа 1932 года.

## Биография
Родился в сентябре 1890 г. в поместье Блонь Игуменского уезда Минской губернии, примерно в 60 км от Минска. Из мещан. Отец — поляк (католик), играл на органе в костеле. Мать — русская. Окончил двухклассное начальное училище (г. Игумен). В 1907 г. экстерном сдал экзамен за три класса гимназии (г. Умань). В 1907—1910 гг. жил и работал переписчиком в городах Рига и Петербург (в последнем работал в журнале «Сельское хозяйство»). В 1910 г. поступил в частное коммерческое училище (г. Петербург). За высокую успеваемость был освобожден от платы за учебу.
После окончания училища в 1913 г. поступил в Петербургский политехнический институт.
После начала первой мировой войны, как и сотни его однокашников, в 1914 г. призван на военную службу и направлен на учёбу в Константиновское артиллерийское училище (г. Петроград), которое окончил в 1915 г.

## Первая мировая война(1914—1918)
Участник Первой мировой войны. Воевал на Юго-Западном и Румынском фронтах в составе 18-го мортирного артиллерийского дивизиона, занимая должности младшего офицера батареи, дивизионного адъютанта, старшего офицера батареи, заведующего хозяйством батареи, врио командира батареи. За боевые отличия награжден: орденами Святой Анны 2,3-й и 4-й ст., орденами Святого Станислава 2-й и 3-й ст., орден Святого Владимира 4-й ст., Георгиевским крестом 4-й ст., Георгиевским оружием «За храбрость». После Февральской революции 1917 г. был избран председателем батарейного и дивизионного комитетов. В период выборности командного состава был в октябре 1917 г. избран командиром батареи 18-го мортирного дивизиона. В конце 1917 г. — начале 1918 г. выводил свою батарею (в составе дивизиона) в Бессарабию (до станции Бирзула), а затем эшелоном в г. Петроград. Последние чин и должность в старой армии — штабс-капитан, командир батареи.

## Гражданская война в России(1918—1923)
В Красной армии с 1918 г. Участник Гражданской войны. Воевал на Восточном фронте. В годы войны занимал должности: адъютанта 1-го гаубичного дивизиона 1-й армии (январь — июнь 1918 г.), делопроизводителя окружного артиллерийского управления (июль 1918 г. — январь 1919 г.), заведующего отделом артиллерии того же управления (февраль — август 1919 г.), помощника начальника артиллерии (с августа 1919 г.) Приуральского военного округа.

## После Гражданской войны (1924—1938)
После Гражданской войны на ответственных должностях в артиллерии РККА. В 1921—1922 гг. был помощником начальника артиллерии Приуральского и Западно-Сибирского военных округов. С сентября 1922 г. — первый помощник начальника артиллерии Западно-Сибирского военного округа. С июня 1923 г. — помощник начальника артиллерии Приволжского военного округа. С осени того же года — слушатель Высшей артиллерийской школы (г. Детское Село). В октябре 1924 г. назначен начальником артиллерии 11-го стрелкового корпуса. С октября 1925 г. — помощник инспектора артиллерии и бронесил Ленинградского военного округа. С ноября 1926 г. — помощник начальника артиллерии того же округа. С марта 1927 г. — начальник артиллерии Московского военного округа. В 1927 и 1928 гг. окончил КУВНАС при Военной академии имени М. В. Фрунзе. В 1929 г. в течение трех с половиной месяцев находился в служебной командировке в Германии. С мая 1930 г. являлся членом Научно-технического комитета (НТК) Артиллерийского управления РККА (по совместительству). С января 1932 г. — заместитель начальника Артиллерийского управления РККА. В 1932 г. окончил Вечернюю военную академию РККА. С июня 1932 г. — второй заместитель начальника Главного артиллерийского управления (ГАУ) РККА. С января 1935 г. — заместитель начальника Артиллерийского управления РККА.
Присвоено звание Комбрига решением НКО СССР, приказ № 2396 (20.11.1935).

## Арест и расстрел (1937). Реабилитация (1956)
В мае 1937 отстранен от должности, находился в распоряжении Управления по начсоставу РККА. Арестован 26 мая 1937, проходил по делу Тухачевского. Основанием для ареста и обвинения послужило показание самого М. Н. Тухачевского на участие А. Ф. Розынко в военном заговоре. Следователи НКВД выбили из него признание участия в военном заговоре. Военной коллегией Верховного суда СССР 1 июля 1937 г. по обвинению в участии в военном заговоре приговорен к расстрелу без права обжалования. Приговор приведен в исполнение в тот же день. Определением Военной коллегии от 19 мая 1956 г. реабилитирован.

## Последний адрес
На момент ареста А. Ф. Розынко в материалах НКВД адресом его проживания указан: Москва, Чистопрудный бул., д.12, корп.4, кв.110. Однако его семья (жена и ее дочь от первого брака) с 1930 по 1937 фактически проживала по адресу: Москва, Хрущевский переулок, д.3, кв.2.

## Семья
На момент ареста в 1937 А. Ф. Розынко был женат.
- Жена — Клавдия Гавриловна Розынко (Крупенская) (1900—1983), после приговора мужу была тоже репрессирована[6] как ЧСИР, после ареста 22.10.1937 находилась в Бутырской тюрьме г. Москвы, осуждена ОСО при НКВД СССР 28 декабря 1937 к 8 годам Исправительно-трудовых лагерей. На момент своего ареста имела несовершеннолетнюю дочь 14 лет. Отбывала срок в Акмолинском лагере жён изменников Родины (известном также как АЛЖИР и А. Л. Ж. И. Р.), с 01.02.1938 в Карлаге (Карагандинская область), с 06.06.1941 до освобождения в 1942 в Печорлаге (Республика Коми), в лагерях работала медсестрой[7], освобождена досрочно[8] и в дальнейшем работала операционной медсестрой[9] академика Н. Н. Бурденко в Главном военном госпитале Красной Армии. Реабилитирована в 1956[10]
  - ее дочь — Елена Владимировна Крупенская (Воскресенская) (1922—1988), после ареста матери осталась одна[11], закончила московскую школу № 70 в 1940, закончила Химический факультет МГУ в 1947, работала в Институте Биохимии АН СССР (1949—1954), во ВНИИ источников тока (ВНИИТ, с 1976 в составе НПО «Квант») (1964—1981), с 1950 — жена Воскресенского Леонида Александровича, известного советского учёного-испытателя ракетной техники, одного из ближайших соратников С. П. Королёва.

## Награды
- орден Святой Анны 2-й, 3-й и 4-й ст.,
- Орден Святого Станислава (Российская империя) 2-й и 3-й ст.,
- орден Святого Владимира 4-й ст.,
- Георгиевский крест 4-й степени,
- наградное Георгиевское оружие «За храбрость»(22.12.1917 г.)[12].